# Maria Gaetana Agnesi
Maria Gaetana Agnesi (Milaan, 16 mei 1718 — aldaar, 9 januari 1799) was een Italiaanse taalkundige, wiskundige en filosoof. Agnesi schreef het eerste boek waarin zowel de differentiaal- als de integraalrekening behandeld wordt. Zij was lid van de faculteit van de Universiteit van Bologna. Haar vader, Pietro Agnesi, was een rijke zijdehandelaar. Haar jongere zus Maria Teresa Agnesi Pinottini was een componiste.

## Jeugd en opleiding
Maria sprak zowel Frans als Italiaans toen ze vijf jaar oud was. Op haar dertiende verjaardag had zij ook Grieks, Hebreeuws, Spaans, Duits, Latijn en waarschijnlijk nog enkele andere talen verworven. Zij leidde zelfs haar jongere broers op. Toen zij 9 jaar oud was, hield zij een urenlange toespraak in het Latijn voor een academisch publiek over het recht van vrouwen op onderwijs. Ook al was zij vijftien, toch verzamelde haar vader in zijn huis geregeld de geleerdste mensen van Bologna, voor wie zij een reeks stellingen besprak over lastige filosofische vraagstukken. Verslagen van deze vergaderingen zijn opgenomen in Lettres sur l'Italie en in Propositiones Philosophicae, die door haar vader in 1738 werd gepubliceerd. Deze bijeenkomsten, die waarschijnlijk niet geheel bij Maria's verlegen aard pasten, stopten op haar twintigste jaar. Hoewel haar wens non te worden niet was vervuld, leefde zij vanaf toen een bijna kloosterlijk leven, waarin zij alle interactie met de maatschappij vermeed en zich volledig aan de studie van de wiskunde wijdde.

## Werk
Agnesi's bekendste boek is Instituzioni analitiche ad uso della gioventù italiana, gepubliceerd in Milaan in 1748. Het eerste deel behandelt de analyse van eindige hoeveelheden en het tweede deel de analyse van infinitesimalen. Een Franse vertaling van het tweede deel door P.T. d'Antelmy, met toevoegingen door Charles Bossut (1730 - 1814), verscheen in Parijs in 1775 en een Engelse vertaling van het gehele werk door John Colson (1680 - 1760), hoogleraar wiskunde in Cambridge, werd gepubliceerd in 1801 op kosten van Baron Maseres. Agnesi schreef ook een nooit gepubliceerd commentaar op de Traité analytique des sections coniques van Guillaume de l'Hôpital.
In het boek behandelt zij de kromme die bekendstaat als de Heks van Agnesi of versiera. De kromme wordt gedefinieerd door:
{\displaystyle y={\frac {1}{1+x^{2}}}.}
De kromme werd eerder bestudeerd door Fermat en door Grandi in 1703.

## Laatste jaren
Na de dood van haar vader in 1752 vervulde zij haar droom door theologie te gaan studeren. Ze richtte een bejaardentehuis, Opera Pia Trivulzio, op en bestuurde het, terwijl ze leefde als de nonnen die daar werkten.
- Bibsys: 98065378
- Biblioteca Nacional de España: XX1593811
- Bibliothèque nationale de France: cb105423187 (data)
- Catàleg d'autoritats de noms i títols de Catalunya: 981058517433506706
- CiNii: DA15043801
- Gemeinsame Normdatei: 119223414
- International Standard Name Identifier: 0000 0001 0862 3497
- Library of Congress Control Number: n93067591
- Nationale Bibliotheek van Tsjechië: jo2016918550
- Nationale bibliotheek van Australië: 35762970
- Nationale Bibliotheek van Israël: 987007425090005171
- Nederlandse Thesaurus van Auteursnamen: 286849542
- Réseau des bibliothèques de Suisse occidentale: 02-A025766637
- Istituto Centrale per il Catalogo Unico: UBOV129480
- LIBRIS: 251075
- SNAC: w64n3pv7
- Système universitaire de documentation: 079944728
- Trove: 1076167
- Virtual International Authority File: 2459799
- WorldCat: E39PBJth38x93R98rmrTkgPmh3

1. ↑  Find a Grave.